# Jardín Botánico de Krefeld

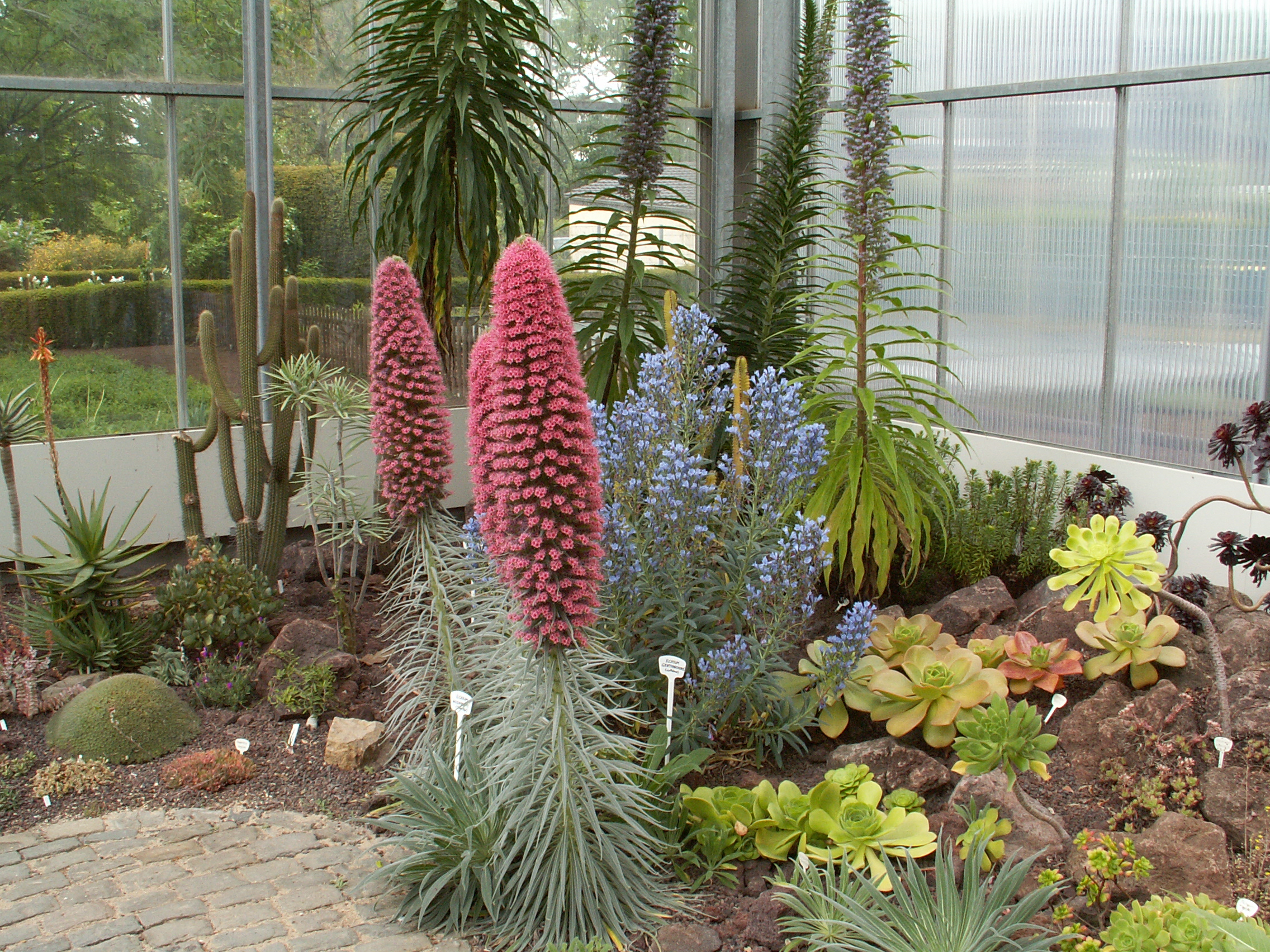
Invernadero de plantas suculentas y de las islas Canarias en el "Botanischer Garten Krefeld".

El Jardín Botánico de Krefeld en alemán : Botanischer Garten Krefeld, también conocido como Botanischer Garten der Stadt Krefeld, es un jardín botánico de 3,6 hectáreas de extensión de administración municipal en Krefeld, Alemania. Su código de reconocimiento internacional como institución botánica así como de su herbario es KREFD.

## Localización
Botanischer Garten der Stadt Krefeld, Sandberg 1-2, D-47809 
Krefeld, Renania del Norte-Westfalia, Deutschland-Alemania.51°19′57″N 6°36′11″E / 51.33250, 6.60306
Se encuentra abierto a diario durante los meses cálidos del año. La entrada es gratuita.

## Historia
El jardín botánico fue creado entre 1927 y 1928 como parte integrante de una pequeña escuela.

## Colecciones
Actualmente (2009) el jardín botánico alberga unas 5,000 especies y variedades de plantas cultivadas en eun recinto delimitado por  árboles caducifolios, arbustos, y coníferas. 
Entre las secciones más destacadas;

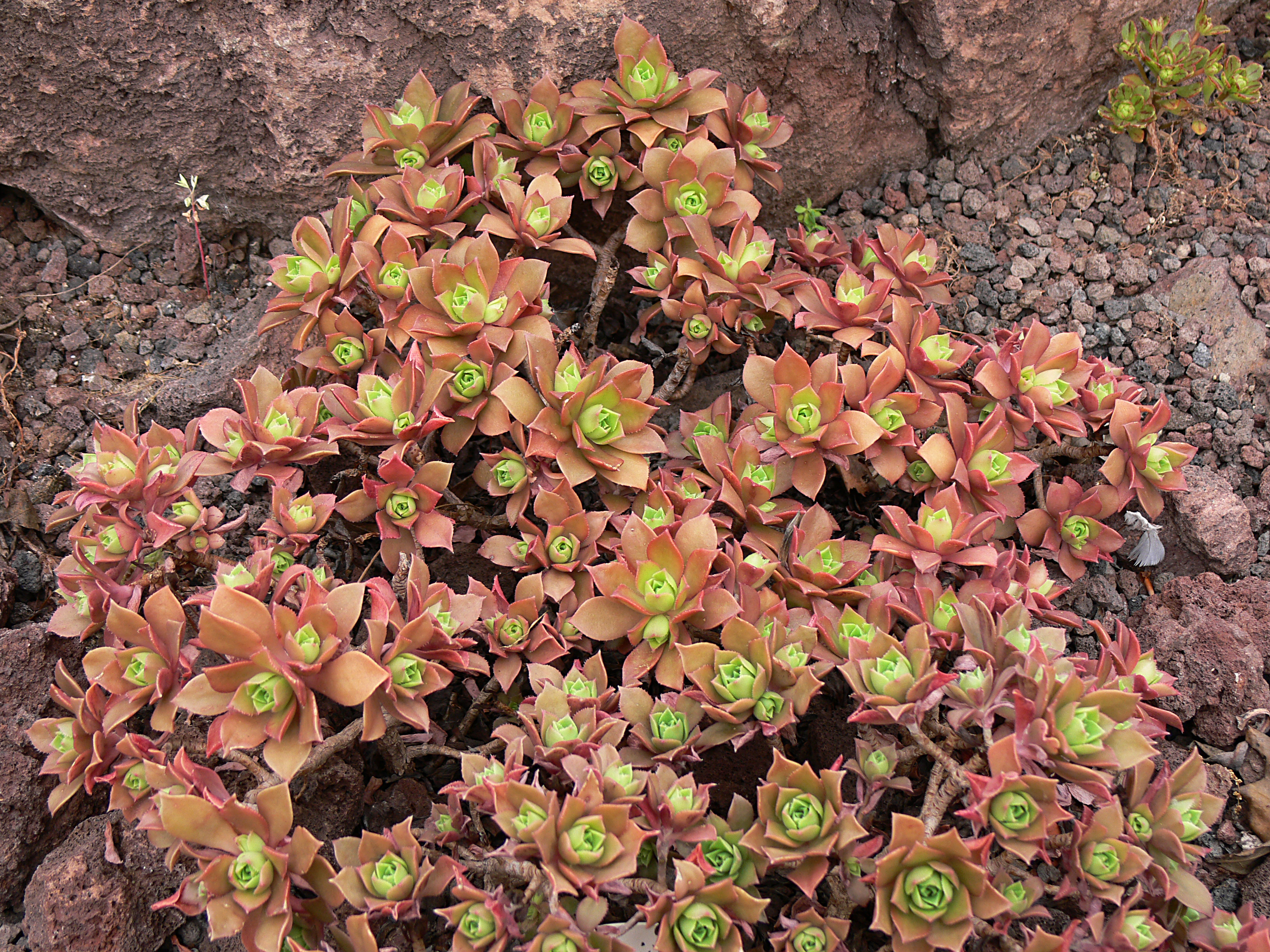
Aeonium decorum en el invernadero de plantas suculentas y de las islas Canarias en el "Botanischer Garten Krefeld".

- Colección de plantas de la región del bajo Rin.
- Colección de plantas de cultivo en los huertos de la zona.
- Rosaleda, con unos 3,000 especímenes representando 150 variedades de rosas.
- Alpinum,
- Colección de plantas medicinales,
- Colección de brezos y rhododendron.
- Colección de plantas acuáticas y de humedales
- Los invernaderos contienen cactus procedentes de Suramérica y suculentas procedentes de África, y otras  plantas de las islas Canarias, plantas carnívoras, y orquídeas.